# La Libertad de Pallán
La Libertad de Pallán é um distrito do Peru, departamento de Cajamarca, localizada na província de Celendín.

## Transporte
O distrito de La Libertad de Pallán é servido pela seguinte rodovia:
- CA-109, que liga o distrito de Celendín à cidade de Bambamarca [1][2][3]